# Феррейра Арантес, Витор Самуэл
Витор Самуэл Феррейра Арантес (порт.-браз. Vitor Samuel Ferreira Arantes; род. 23 апреля 2001, Акреуна, Гояс), более известен как Витиньо (порт.-браз. Vitinho) — бразильский футболист, вингер клуба «Атлетико Сан-Луис».

## Клубная карьера
Витиньо — воспитанник клуба «Сан-Паулу». 25 апреля 2021 года в матче Лиги Паулиста против «Итуано» он дебютировал за основной состав. В 2022 году Витиньо перешёл в мексиканский «Атлетико Сан-Луис». 4 июля в матче против «Леона» он дебютировал в мексиканской Примере. 11 марта 2023 года в поединке против «Керетаро» игрок забил свой первый гол за «Атлетико Сан-Луис».